# L'Adoration des mages (Innocents)
L'Adoration des mages (en italien, Adorazione dei Magi degli Innocenti) est un tableau de Domenico Ghirlandaio conservé au musée des Innocents de Florence.
C'est une peinture chrétienne réalisée en tempera sur panneau de 285 × 243 cm datable des années 1485-1488 et sa prédelle est l'œuvre de Bartolomeo di Giovanni.